# Svensta
Svensta är en småort, av SCB benämnd Svensta och Hasselbacken, i Undersåkers distrikt (Undersåkers socken) i Åre kommun.

## Befolkningsutveckling
| Befolkningsutvecklingen i Svensta/Svensta och Hasselbacken 1960–2015 | Befolkningsutvecklingen i Svensta/Svensta och Hasselbacken 1960–2015 | Befolkningsutvecklingen i Svensta/Svensta och Hasselbacken 1960–2015 | Befolkningsutvecklingen i Svensta/Svensta och Hasselbacken 1960–2015 | Befolkningsutvecklingen i Svensta/Svensta och Hasselbacken 1960–2015 |
| -------------------------------------------------------------------- | -------------------------------------------------------------------- | -------------------------------------------------------------------- | -------------------------------------------------------------------- | -------------------------------------------------------------------- |
|                                                                      |                                                                      |                                                                      |                                                                      |                                                                      |
| År                                                                   |                                                                      |                                                                      | Folkmängd                                                            | Areal (ha)                                                           |
| 1960                                                                 | 1960                                                                 |                                                                      | 216                                                                  |                                                                      |
| 1965                                                                 | 1965                                                                 |                                                                      | 207                                                                  |                                                                      |
| 1990                                                                 | 1990                                                                 |                                                                      | 110                                                                  | #                                                                    |
| 1995                                                                 | 1995                                                                 |                                                                      | 113                                                                  | 41#                                                                  |
| 2000                                                                 | 2000                                                                 |                                                                      | 118                                                                  | 40#                                                                  |
| 2005                                                                 | 2005                                                                 |                                                                      | 118                                                                  | 40#                                                                  |
| 2010                                                                 | 2010                                                                 |                                                                      | 122                                                                  | 38#                                                                  |
| 2015                                                                 | 2015                                                                 |                                                                      | 125                                                                  | 37#                                                                  |
| Anm.: Upphörde som tätort 1970. # Som småort.                        |                                                                      |                                                                      |                                                                      |                                                                      |